# بوب روجرز (متزلج جماعي)
بوب روجرز (بالإنجليزية: Bob Rogers)‏ هو متزلج جماعي أمريكي، ولد في 15 يناير 1923 في سارانك ليك في الولايات المتحدة، وتوفي في 14 ديسمبر 1995.

## وصلات خارجية
- بوب روجرز على موقع أوليمبيديا (الإنجليزية)